# Gran Premio di superbike di Phillip Island 2012
Il Gran Premio di superbike di Phillip Island 2012 è la prima prova del mondiale superbike 2012, nello stesso fine settimana si corre il primo gran premio stagionale del mondiale supersport 2012. Ha registrato nelle due gare di superbike rispettivamente le vittorie di Max Biaggi e Carlos Checa, e di Kenan Sofuoğlu in Supersport.

## Superbike

### Gara 1
Fonte

#### Arrivati al traguardo
| Pos. | Nº  | Pilota           | Squadra                       | Motocicletta         | Giri | Tempo     | Griglia | Punti |
| ---- | --- | ---------------- | ----------------------------- | -------------------- | ---- | --------- | ------- | ----- |
| 1º   | 3   | Max Biaggi       | Aprilia Racing                | Aprilia RSV4 Factory | 22   | 34:13.963 | 2º      | 25    |
| 2º   | 33  | Marco Melandri   | BMW Motorrad Motorsport       | BMW S1000 RR         | 22   | +7.104    | 13º     | 20    |
| 3º   | 50  | Sylvain Guintoli | Effenbert Liberty Racing      | Ducati 1098R         | 22   | +7.378    | 5º      | 16    |
| 4º   | 66  | Tom Sykes        | Kawasaki Racing               | Kawasaki ZX-10R      | 22   | +12.189   | 1º      | 13    |
| 5º   | 96  | Jakub Smrž       | Liberty Racing Team Effenbert | Ducati 1098R         | 22   | +16.424   | 4º      | 11    |
| 6º   | 84  | Michel Fabrizio  | BMW Motorrad Italia GoldBet   | BMW S1000 RR         | 22   | +20.200   | 10º     | 10    |
| 7º   | 65  | Jonathan Rea     | Honda World Superbike         | Honda CBR1000RR      | 22   | +20.223   | 8º      | 9     |
| 8º   | 4   | Hiroshi Aoyama   | Honda World Superbike         | Honda CBR1000RR      | 22   | +24.108   | 16º     | 8     |
| 9º   | 34  | Davide Giugliano | Althea Racing                 | Ducati 1098R         | 22   | +28.072   | 14º     | 7     |
| 10º  | 67  | Bryan Staring    | Team Pedercini                | Kawasaki ZX-10R      | 22   | +34.232   | 17º     | 6     |
| 11º  | 87  | Lorenzo Zanetti  | PATA Racing                   | Ducati 1098R         | 22   | +34.450   | 20º     | 5     |
| 12º  | 91  | Leon Haslam      | BMW Motorrad Motorsport       | BMW S1000 RR         | 22   | +35.648   | 12º     | 4     |
| 13º  | 121 | Maxime Berger    | Effenbert Liberty Racing      | Ducati 1098R         | 22   | +36.392   | 9º      | 3     |
| 14º  | 44  | David Salom      | Team Pedercini                | Kawasaki ZX-10R      | 22   | +41.500   | 18º     | 2     |
| 15º  | 17  | Joan Lascorz     | Kawasaki Racing               | Kawasaki ZX-10R      | 22   | +42.086   | 15º     | 1     |
| 16º  | 25  | Joshua Brookes   | Crescent Fixi Suzuki          | Suzuki GSX-R1000     | 22   | +42.605   | 21º     |       |
| 17º  | 2   | Leon Camier      | Crescent Fixi Suzuki          | Suzuki GSX-R1000     | 22   | +43.366   | 6º      |       |
| 18º  | 18  | Mark Aitchison   | Grillini Progea Superbike     | BMW S1000 RR         | 22   | +45.225   | 22º     |       |
| 19º  | 20  | David Johnson    | Rossair AEP Racing            | BMW S1000 RR         | 22   | +1:08.782 | 24º     |       |
| 20º  | 59  | Niccolò Canepa   | Red Devils Roma               | Ducati 1098R         | 22   | +1:10.440 | 7º      |       |

#### Ritirati
| Nº | Pilota           | Squadra                     | Motocicletta         | Giri | Griglia |
| -- | ---------------- | --------------------------- | -------------------- | ---- | ------- |
| 58 | Eugene Laverty   | Aprilia Racing              | Aprilia RSV4 Factory | 19   | 11º     |
| 86 | Ayrton Badovini  | BMW Motorrad Italia GoldBet | BMW S1000 RR         | 14   | 19º     |
| 7  | Carlos Checa     | Althea Racing               | Ducati 1098R         | 5    | 3º      |
| 35 | Raffaele De Rosa | Pro Ride Real Game Honda    | Honda CBR1000RR      | 0    | 23º     |

#### Non partito
| Nº | Pilota      | Squadra             | Motocicletta         |
| -- | ----------- | ------------------- | -------------------- |
| 19 | Chaz Davies | ParkinGO MTC Racing | Aprilia RSV4 Factory |

### Gara 2
Fonte

#### Arrivati al traguardo
| Pos. | Nº  | Pilota           | Squadra                       | Motocicletta         | Giri | Tempo     | Griglia | Punti |
| ---- | --- | ---------------- | ----------------------------- | -------------------- | ---- | --------- | ------- | ----- |
| 1º   | 7   | Carlos Checa     | Althea Racing                 | Ducati 1098R         | 22   | 34:26.728 | 3º      | 25    |
| 2º   | 3   | Max Biaggi       | Aprilia Racing                | Aprilia RSV4 Factory | 22   | +5.707    | 2º      | 20    |
| 3º   | 66  | Tom Sykes        | Kawasaki Racing               | Kawasaki ZX-10R      | 22   | +12.521   | 1º      | 16    |
| 4º   | 65  | Jonathan Rea     | Honda World Superbike         | Honda CBR1000RR      | 22   | +12.655   | 8º      | 13    |
| 5º   | 91  | Leon Haslam      | BMW Motorrad Motorsport       | BMW S1000 RR         | 22   | +18.179   | 12º     | 11    |
| 6º   | 33  | Marco Melandri   | BMW Motorrad Motorsport       | BMW S1000 RR         | 22   | +18.831   | 13º     | 10    |
| 7º   | 121 | Maxime Berger    | Effenbert Liberty Racing      | Ducati 1098R         | 22   | +18.939   | 9º      | 9     |
| 8º   | 58  | Eugene Laverty   | Aprilia Racing                | Aprilia RSV4 Factory | 22   | +19.478   | 11º     | 8     |
| 9º   | 4   | Hiroshi Aoyama   | Honda World Superbike         | Honda CBR1000RR      | 22   | +19.554   | 16º     | 7     |
| 10º  | 59  | Niccolò Canepa   | Red Devils Roma               | Ducati 1098R         | 22   | +26.289   | 7º      | 6     |
| 11º  | 96  | Jakub Smrž       | Liberty Racing Team Effenbert | Ducati 1098R         | 22   | +26.479   | 4º      | 5     |
| 12º  | 2   | Leon Camier      | Crescent Fixi Suzuki          | Suzuki GSX-R1000     | 22   | +29.145   | 6º      | 4     |
| 13º  | 34  | Davide Giugliano | Althea Racing                 | Ducati 1098R         | 22   | +36.482   | 14º     | 3     |
| 14º  | 87  | Lorenzo Zanetti  | PATA Racing                   | Ducati 1098R         | 22   | +38.113   | 20º     | 2     |
| 15º  | 25  | Joshua Brookes   | Crescent Fixi Suzuki          | Suzuki GSX-R1000     | 22   | +43.234   | 21º     | 1     |
| 16º  | 67  | Bryan Staring    | Team Pedercini                | Kawasaki ZX-10R      | 22   | +43.526   | 17º     |       |
| 17º  | 35  | Raffaele De Rosa | Pro Ride Real Game Honda      | Honda CBR1000RR      | 22   | +53.929   | 23º     |       |

#### Ritirati
| Nº | Pilota           | Squadra                     | Motocicletta    | Giri | Griglia |
| -- | ---------------- | --------------------------- | --------------- | ---- | ------- |
| 86 | Ayrton Badovini  | BMW Motorrad Italia GoldBet | BMW S1000 RR    | 11   | 19º     |
| 17 | Joan Lascorz     | Kawasaki Racing             | Kawasaki ZX-10R | 10   | 15º     |
| 50 | Sylvain Guintoli | Effenbert Liberty Racing    | Ducati 1098R    | 9    | 5º      |
| 44 | David Salom      | Team Pedercini              | Kawasaki ZX-10R | 8    | 18º     |
| 84 | Michel Fabrizio  | BMW Motorrad Italia GoldBet | BMW S1000 RR    | 4    | 10º     |
| 20 | David Johnson    | Rossair AEP Racing          | BMW S1000 RR    | 4    | 24º     |
| 18 | Mark Aitchison   | Grillini Progea Superbike   | BMW S1000 RR    | 1    | 22º     |

#### Non partito
| Nº | Pilota      | Squadra             | Motocicletta         |
| -- | ----------- | ------------------- | -------------------- |
| 19 | Chaz Davies | ParkinGO MTC Racing | Aprilia RSV4 Factory |

## Supersport
Fonte

### Arrivati al traguardo
| Pos. | Nº | Pilota            | Squadra                     | Motocicletta        | Giri | Tempo     | Griglia | Punti |
| ---- | -- | ----------------- | --------------------------- | ------------------- | ---- | --------- | ------- | ----- |
| 1º   | 54 | Kenan Sofuoğlu    | Kawasaki DeltaFin Lorenzini | Kawasaki ZX-6R      | 15   | 24:08.130 | 4º      | 25    |
| 2º   | 99 | Fabien Foret      | Kawasaki Intermoto Step     | Kawasaki ZX-6R      | 15   | +0.078    | 5º      | 20    |
| 3º   | 23 | Broc Parkes       | Ten Kate Racing Products    | Honda CBR600RR      | 15   | +2.038    | 1º      | 16    |
| 4º   | 16 | Jules Cluzel      | PTR Honda                   | Honda CBR600RR      | 15   | +2.113    | 3º      | 13    |
| 5º   | 11 | Sam Lowes         | Bogdanka PTR Honda          | Honda CBR600RR      | 15   | +4.955    | 2º      | 11    |
| 6º   | 32 | Sheridan Morais   | Kawasaki DeltaFin Lorenzini | Kawasaki ZX-6R      | 15   | +6.812    | 6º      | 10    |
| 7º   | 34 | Ronan Quarmby     | PTR Honda                   | Honda CBR600RR      | 15   | +11.592   | 13º     | 9     |
| 8º   | 25 | Alex Baldolini    | Power Team by Suriano       | Triumph Daytona 675 | 15   | +16.761   | 7º      | 8     |
| 9º   | 31 | Vittorio Iannuzzo | Power Team by Suriano       | Triumph Daytona 675 | 15   | +18.098   | 14º     | 7     |
| 10º  | 52 | Lukáš Pešek       | PRORACE                     | Honda CBR600RR      | 15   | +18.425   | 12º     | 6     |
| 11º  | 3  | Jed Metcher       | Rivamoto Junior             | Yamaha YZF R6       | 15   | +19.227   | 17º     | 5     |
| 12º  | 64 | Joshua Day        | Team GOELEVEN               | Kawasaki ZX-6R      | 15   | +24.412   | 19º     | 4     |
| 13º  | 87 | Luca Marconi      | VFT Racing                  | Yamaha YZF R6       | 15   | +28.808   | 23º     | 3     |
| 14º  | 20 | Mathew Scholtz    | Bogdanka PTR Honda          | Honda CBR600RR      | 15   | +28.915   | 15º     | 2     |
| 15º  | 61 | Fabio Menghi      | VFT Racing                  | Yamaha YZF R6       | 15   | +29.128   | 18º     | 1     |
| 16º  | 8  | Andrea Antonelli  | Team Lorini                 | Honda CBR600RR      | 15   | +31.719   | 24º     |       |
| 17º  | 40 | Martin Jessopp    | Riders PTR Honda            | Honda CBR600RR      | 15   | +36.812   | 22º     |       |
| 18º  | 10 | Imre Tóth         | Racing Team Toth            | Honda CBR600RR      | 15   | +40.102   | 20º     |       |
| 19º  | 98 | Romain Lanusse    | Kawasaki Intermoto Step     | Kawasaki ZX-6R      | 15   | +40.788   | 26º     |       |
| 20º  | 13 | Dino Lombardi     | PATA by Martini             | Yamaha YZF R6       | 15   | +44.040   | 25º     |       |
| 21º  | 38 | Balázs Németh     | Racing Team Toth            | Honda CBR600RR      | 15   | +48.573   | 8º      |       |
| 22º  | 33 | Yves Polzer       | MRC Austria                 | Yamaha YZF R6       | 15   | +1:05.387 | 27º     |       |
| 23º  | 27 | Thomas Caiani     | KUJA Racing                 | Honda CBR600RR      | 15   | +1:20.489 | 28º     |       |

### Ritirati
| Nº | Pilota            | Squadra                   | Motocicletta   | Giri | Griglia |
| -- | ----------------- | ------------------------- | -------------- | ---- | ------- |
| 69 | Ondřej Ježek      | SMS Racing                | Honda CBR600RR | 12   | 16º     |
| 22 | Roberto Tamburini | Team Lorini               | Honda CBR600RR | 7    | 9º      |
| 55 | Massimo Roccoli   | Bike Service - WTR TEN 10 | Yamaha YZF R6  | 3    | 11º     |
| 19 | Paweł Szkopek     | Bogdanka Racing           | Honda CBR600RR | 0    | 10º     |
| 65 | Vladimir Leonov   | Yakhnich Motorsport       | Yamaha YZF R6  | 0    | 21º     |